# Robert H. Adams
Robert Huntington Adams, född 1792 i Rockbridge County, Virginia, död 2 juli 1830 i Natchez, Mississippi, var en amerikansk politiker. Han representerade delstaten Mississippi i USA:s senat från januari 1830 fram till sin död.
Adams utexaminerades 1806 från Washington College (numera Washington and Lee University). Han studerade sedan juridik och inledde sin karriär som advokat i Tennessee. Han flyttade 1819 till Mississippi.
Senator Thomas Buck Reed avled den 26 november 1829 i ämbetet. Adams tillträdde som senator i januari 1830. Han hörde till anhängarna av USA:s president Andrew Jackson. Han avled i sin tur i ämbetet redan den 2 juli 1830. Hans grav finns på Natchez City Cemetery i Natchez.